# Inval-Boiron

Inval-Boiron este o comună în departamentul Somme, Franța. În 1 ianuarie 2022 avea o populație de 120 de locuitori.